# Cháy rừng

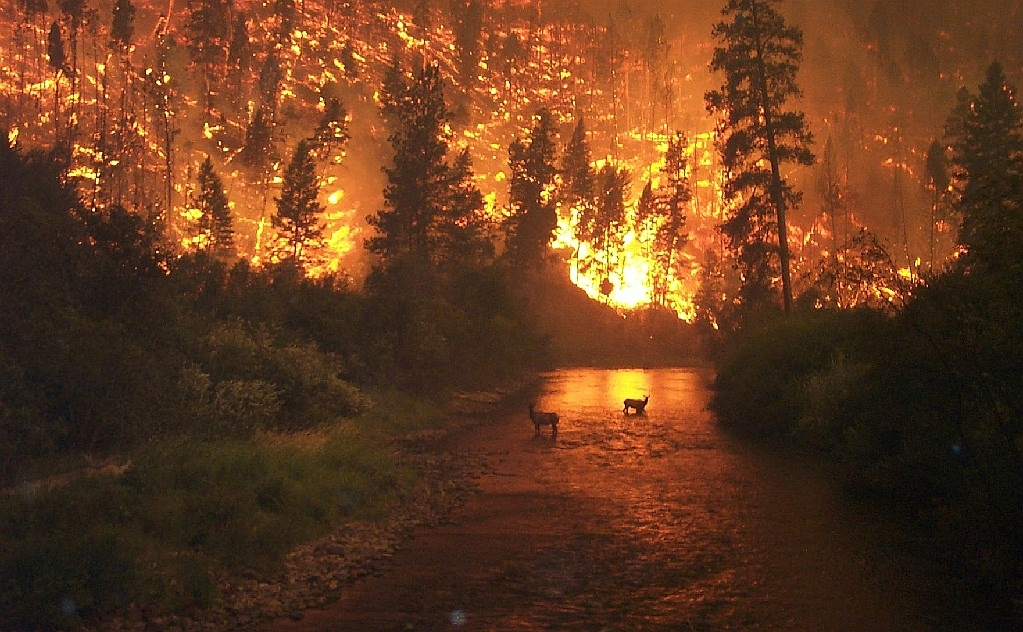
Một vụ cháy rừng ở Montana năm 2000

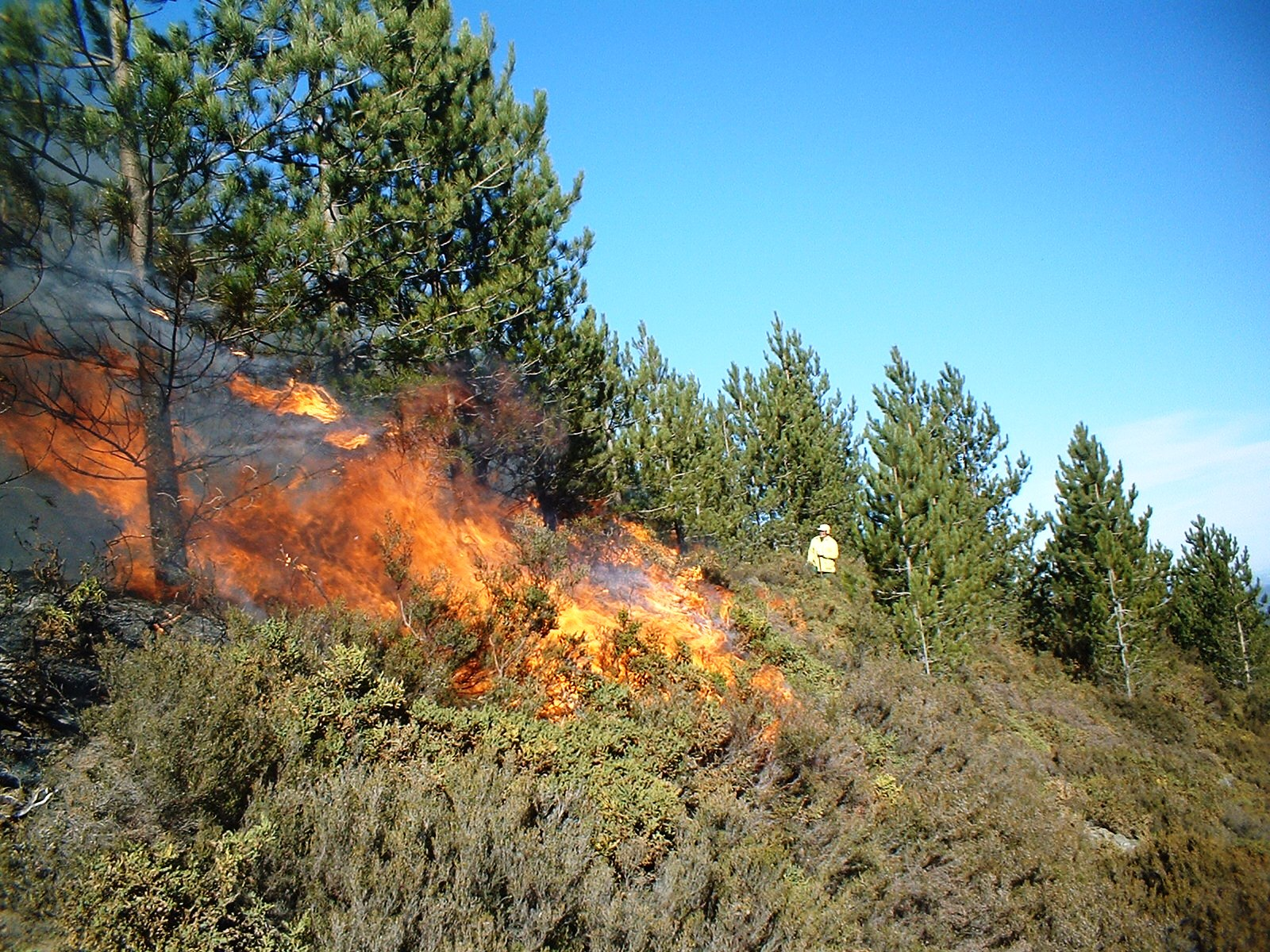
Môt vụ cháy có kiểm soát ở rừng thông tại ở Bồ Đào Nha

Cháy rừng hay còn gọi lửa rừng là sự kiện lửa phát sinh trong một khu rừng, tác động hoặc làm tiêu hủy một số hoặc toàn bộ các thành phần của khu rừng đó. Đám cháy rừng có thể là đám cháy được kiểm soát trong kỹ thuật lâm sinh hoặc đám cháy không thể kiểm soát. Khi cháy rừng, một bức màn khói bao phủ bên trên khu rừng, với những đám cây cao màu xám.

## Phát sinh
Những đám cháy rừng thường có hai nguồn gốc phát sinh từ tác động con người hoặc những điều kiện thời tiết trong thiên nhiên. Từ phát sinh bởi con người đám cháy rừng thường được hiểu và gọi với thuật ngữ là đốt rừng. Con người thường lợi dụng lửa rừng để hủy hoại rừng hoàn toàn với mục đích đem lại các sử dụng khác thay thế rừng, hoặc chính đám cháy rừng đem lại lợi ích kiểm soát cho con người trong các biện pháp lâm sinh.
Cháy rừng tự phát sinh trong tự nhiên đóng vai trò là một sự kiện quan trọng của quá trình diễn thế rừng. Sâu bọ và dịch bệnh phát triển mạnh làm cho cây cối phát triển yếu hơn, cánh rừng sẽ gồm nhiều cây bị chết, gỗ khô và các hiện tượng thời tiết sẽ tạo ra một trận hỏa hoạn thật lớn, và rồi trong một thời gian từ nguồn hạt giống còn sót lại qua trận hỏa hoạn hoặc nhờ động vật, gió, nước đem đến sẽ phát triển trở lại. Tuy nhiên điều này nhiều khi cũng dẫn đến những hậu quả không thể tái sinh, người ta sẽ không thấy cây mọc lại trên địa điểm đã diễn ra vụ cháy.

## Dịch bọ
Từ Colorado tới tiểu bang Washington, một trận dịch bọ cây thông chưa từng thấy, kéo dài hàng năm, đã giết chết 2,6 triệu héc ta rừng. Loài bọ này đã gây tàn phá hơn cho miền Bắc, ở British Columbia, nơi những đám mây bọ cánh cứng đã phá hủy tới 14 triệu héc ta - gấp đôi diện tích của Cộng hòa Ireland. Người ta dự đoán nó sẽ giết 80% loài thông của tỉnh Canada trước khi nó chấm dứt. Xa hơn về phía Bắc, ở Yukon, loài bọ cánh cứng phá hoại cây thông chưa phải là căn bệnh địa phương. Tại đây, loài bọ ăn vỏ cây chi Vân sam đã ăn dần 400.000 héc ta đất rừng, và còn nhiều hơn ở Alaska láng giềng, trong một trận dịch chưa từng thấy về tầm mức và sự kéo dài của nó.
Thường thường những con cái đục thủng cây trước, tiếp theo là con đực, và rồi chúng giao phối và cả hai đều đào một đường hầm trứng chạy song song với thớ gỗ. Những con ấu trùng nở ra, ngay bên dưới vỏ cây phía ngoài, sau đó sẽ ăn thẳng góc với những đường hầm mà chúng đục xung quanh thân cây, cắt đứt những chất dinh dưỡng di chuyển qua các sợi libe và giết chết cây. Những lá kim của cây chuyển sang màu đỏ, sau đó thành màu xám, và cuối cùng gió làm đổ thân cây đã chết.
Nhiệt độ mùa đông xuống còn âm 40 độ C (âm 40 độ F) từng giết chết các ấu trùng, nhưng nhiệt độ lạnh giá đó hiện giờ hiếm khi xảy ra. Và những mùa hè ấm áp hơn giúp cho vài loại bọ cánh cứng hoàn tất chu kỳ sinh sản của chúng trong một năm thay vì hai năm, gia tốc sự phát triển dân số của chúng.

## Ảnh hưởng khí hậu

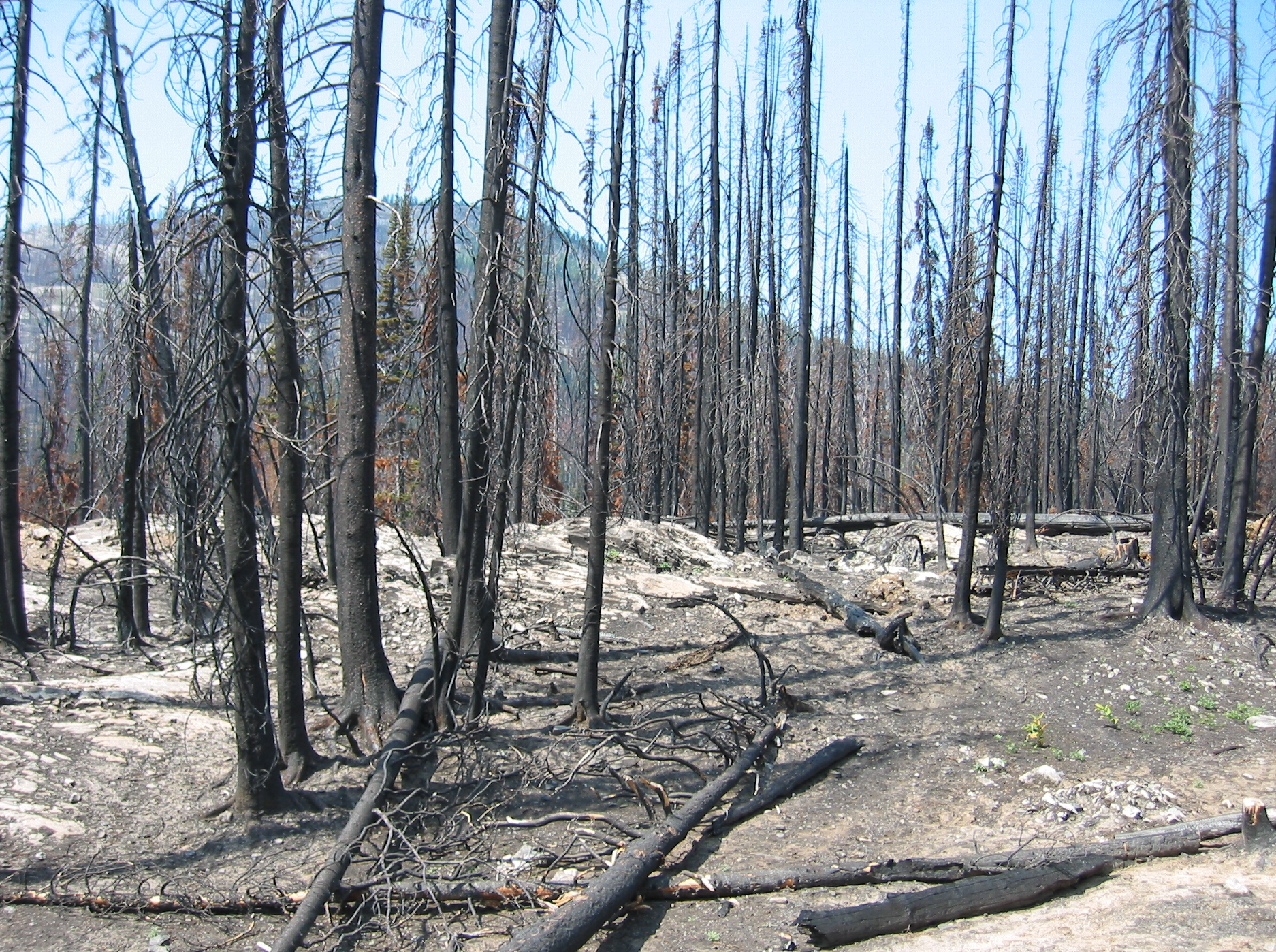
Cảnh quan hoang tàn sau một đám cháy tại Bắc Cascades, Hoa Kỳ

Tại vùng Bắc Cực và dưới Bắc Cực - ở Alaska, trên khắp vùng Siberia, ở vùng cực Bắc của châu Âu, và trong vùng Yukon và những nơi khác của Canada - khí hậu của Trái Đất đang thay đổi nhanh chóng nhất. Trong khi nhiệt độ trung bình trên toàn cầu tăng 0,74 độ C (1,3 độ F) trong thế kỷ 20, vùng phía Bắc xa xôi trải qua tình trạng nóng dần gấp đôi nhiệt độ đó hoặc lớn hơn. Tại vùng băng giá phía đông của Nga, vài nhiệt độ trung bình đã gia tăng hơn 2 độ C (3,6 độ F), với mức thủy ngân vào giữa Mùa Đông còn cao hơn nữa.
Trong một sự đánh giá có thẩm quyền vào năm 2007, Ủy ban Liên chính phủ về Thay đổi Khí hậu, hệ thống khoa học được Liên Hợp Quốc bảo trợ, đã nêu lên nhiều cuộc nghiên cứu liên kết sự lan rộng những vụ cháy rừng với những điều kiện khí hậu ấm hơn, khô hơn. Vào tháng 6 năm 2009, giữa lúc những đám cháy rừng đầu tiên bùng lên trong mùa cháy rừng của California, các khoa học gia tại trường đại học Harvard nói vùng bị cháy ở miền Tây Hoa Kỳ có thể gia tăng 50% vào thập niên 2050. Tại Siberi, hỏa hoạn ngày càng tăng, và mùa cháy tới sớm hơn. Tại Canada, vào cuối thập niên 2000, khu vực bị cháy tăng gấp đôi so với thập niên 1970, mặc dù khả năng chữa cháy lớn hơn và vài điều kiện thời tiết thuận lợi mới đây.

## Sinh thái học

### Băng tan
Theo các nhà khoa học, cùng với lớp băng địa cực đang tan lại từng ngày và lớp băng này đang tan ra, sự nóng dần của Bắc Cực đe dọa biến những khu rừng phía Bắc - lớp thảm bao la gồm cây vân sam, thông và những cây có quả hình nón khác bao phủ những vĩ độ cao này - ít đóng vai trò một cái "chậu" hấp thụ chất dioxide cacbon (khí CO2) hơn là một nguồn xuất phát, giữa lúc hàng triệu tấn chất khí gây hiệu ứng nhà kính phát ra từ gỗ thân cây bị chết, cháy và hư mục.